# Monte Bove
El Monte Bove es una montaña en la parte centro-septentrional de los Montes Sibilinos (Apeninos centrales), situado en la provincia de Macerata, región de las Marcas, Italia central. Tiene una altura de 2.169 m s. n. m.
Está delimitado al norte por la garganta del torrente Ussita, al sur queda frente al valle de Vallinfante y se une con la línea de cresta del grupo montañoso con el Passo Cattivo, al este da a la boscosa Val di Panico y al oeste sobre el valle del Ussita y sobre las fracciones del lugar homónimo. Las laderas septentrionales y orientales están caracterizados por amplios acantilados de roca de dolomía.